# Hiponitrito
Un hiponitrito se refiere a los compuestos iónicos que contienen el ion hiponitrito, N2O22−, ([ON=NO]2−) o a los hiponitritos orgánicos (RON=NOR), por ejemplo el di-tert hiponitrito butilo.

## Iones hiponitrito
Hay formas cis y trans del ion hiponitrito. La forma trans se encuentra generalmente en sales hiponitrito como el hiponitrito de sodio, Na2N2O2 e hiponitrito de plata, Ag2N2O2. 
El isómero trans es convencionalmente preparado por reducción del nitrito con amalgama de sodio.
El hiponitrito de sodio puede ser preparado a partir de sodio y óxido nítrico por un método descrito anteriormente por un método modificado piridina, de la amalgama de sodio y nitrito de sodio,[cita requerida] a partir de nitritos alquilo e hidroxilamina o por electrólisis del nitrito de sodio.
El isómero cis de la sal sódica, NaN2O2, puede prepararse haciendo pasar el óxido nitroso, NO en una solución metálica de sodio en amoníaco líquido a -50 °C. La sal cis es más reactiva que la sal trans. El ion hiponitrito trans es una sal de las correspondientes trans-ácido hiponitroso H2N2O2 ( HON=NOH ), el ácido cis no se conoce.

Los iones hiponitrito pueden actuar como ligando bidentado puente o en cualquier modo de quelantes. Hay un grupo puente cis-hiponitrito en las formas dinucleares rojas de cloruro de nitrosil pentamina de cobalto (III), [Co(NH3)5NO]Cl2.

El hiponitrito puede actuar como un agente reductor, por ejemplo, la reducción del yodo, I2,:
N2O22− + 3I2 + 3H2O = [NO3]− + [NO2]− + 6HI
El líquido de N2O4 oxida hiponitritos para dar Na2N2O3, peroxohiponitrito de sodio (que contiene anión hiponitrito [ON=NOO]2−).

## Ácido hiponitroso
El ácido hiponitroso de forma Trans forma cristales blancos que tienen la capacidad de explosión cuando se secan. Es un ácido débil en solución acuosa y se descompone en N2O y agua con una vida media de 16 días a 25 °C a un pH de 1-3. En esta reacción no es reversible, el N2O no debería ser considerado como el anhídrido de H2N2O2. El ácido hiponitroso forma sales, los "hiponitritos" que contienen el anión [HON=NO]−, así como los que contienen el anión hiponitrito [ON=NO]2−.

## Otros oxoaniones de nitrógeno
Otros oxoaniónes del nitrógeno incluyen:
- nitruro, N−
- nitrato, NO3−
- nitrito, NO2−
- peroxonitrito, (peroxinitrito), OONO−
- peroxonitrato, HNO4−
- trioxodinitrato, (hiponitrato), [ON=NO2]2−
- nitroxilato, [O2N−NO2]4−
- ortonitrato [NO4]3−

## Hiponitritos alquilo
El hiponitrito de plata reacciona con halogenuros alquilo, RX, para formar hiponitritos orgánicos, (RON=NOR), por ejemplo,
hiponitritos trans t-butyl. Uno de sus usos es como una fuente de radicales alcoxilo.